# Hans Talhoffer

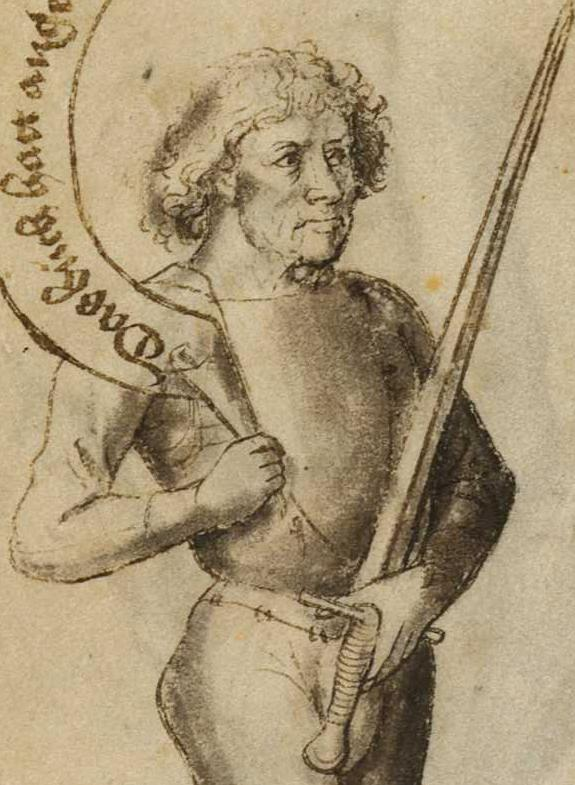
Portraitzeichnung Talhoffers von 1467.

Hans Talhoffer, gelegentl. Hans Dalhover, Hans Thalhofer oder Hans Talhöfer (* um 1420; † um 1490), war ein deutscher Lohnkämpfer, Schirmmeister (Fechtmeister) und Verfasser von Fechthandschriften.

## Leben
Nach eigener Aussage (Thott 290 2°) stand Talhoffer oft selbst in den Schranken als Lohnkämpfer. Bekannt wurde er jedoch als einer der ersten Verfasser von Fechthandschriften (Fechtbücher). Fünf seiner illustrierten Manuskripte über die spätmittelalterliche Kampfkunst, insbesondere über den Gerichtskampf, sind erhalten. Dabei stand er in gewissem Maße in der Tradition des Johannes Liechtenauer, entwickelte aber seinen eigenen Stil. So fehlen einige Hauptstücke, Hauptleger (Kampfstellung, Hut) und Haupthäue Liechtenauers in den Bildkatalogen seiner Handschriften; andere Stücke sind uminterpretiert (z. B. Krumphau mit kurzer Schneide). Der inhaltliche Schwerpunkt in seinen Codices lag weniger im Langen Schwert, sondern bei den Waffengattungen für das gerichtliche Ordal (Gottesurteil) und im Ringen. Talhoffers Codices wurden in Werkstätten angefertigt.
Einige Zeit stand Talhoffer im Dienst des schwäbischen Junkers Lutold III. (Liutold, Leuthold) von Königsegg. Dieser suchte ihn offenbar als Schirmmeister für ein Ordal auf und für die Erstellung des Königsegger Codex (Hs. XIX 17-3), dies taten einige Jahre zuvor ebenso die Gebrüder vom Stain zu Rechtenstein, David und Buppelin, die die Handschrift 78 A 15 in Auftrag gaben. Graf Eberhard V. von Württemberg – der spätere Herzog Eberhard I. von Württemberg – ließ von ihm die Handschrift Codex Icon. 394a anfertigen. 1454 hielt sich Talhoffer in Zürich auf. Dort erteilte er am Rathausplatz Fechtunterricht und trat in einigen Schaukämpfen auf.
Seine Empfehlung in der Hs. XIX 17-3: "…und setze deine ganze Kraft in rechtem Maße ein…" und sein Motto "Bedenke dich recht", die Aufschrift seines Wappens in Thott 290 2°, scheinen Zeugnis einer eher besonnenen Persönlichkeit zu sein. 
Talhoffer war offensichtlich nicht arm, konnte er es sich doch leisten, die Handschriften A 558 und Thott 290 2° sein Eigen zu nennen, beide beinhalten seinen Besitzeintrag.

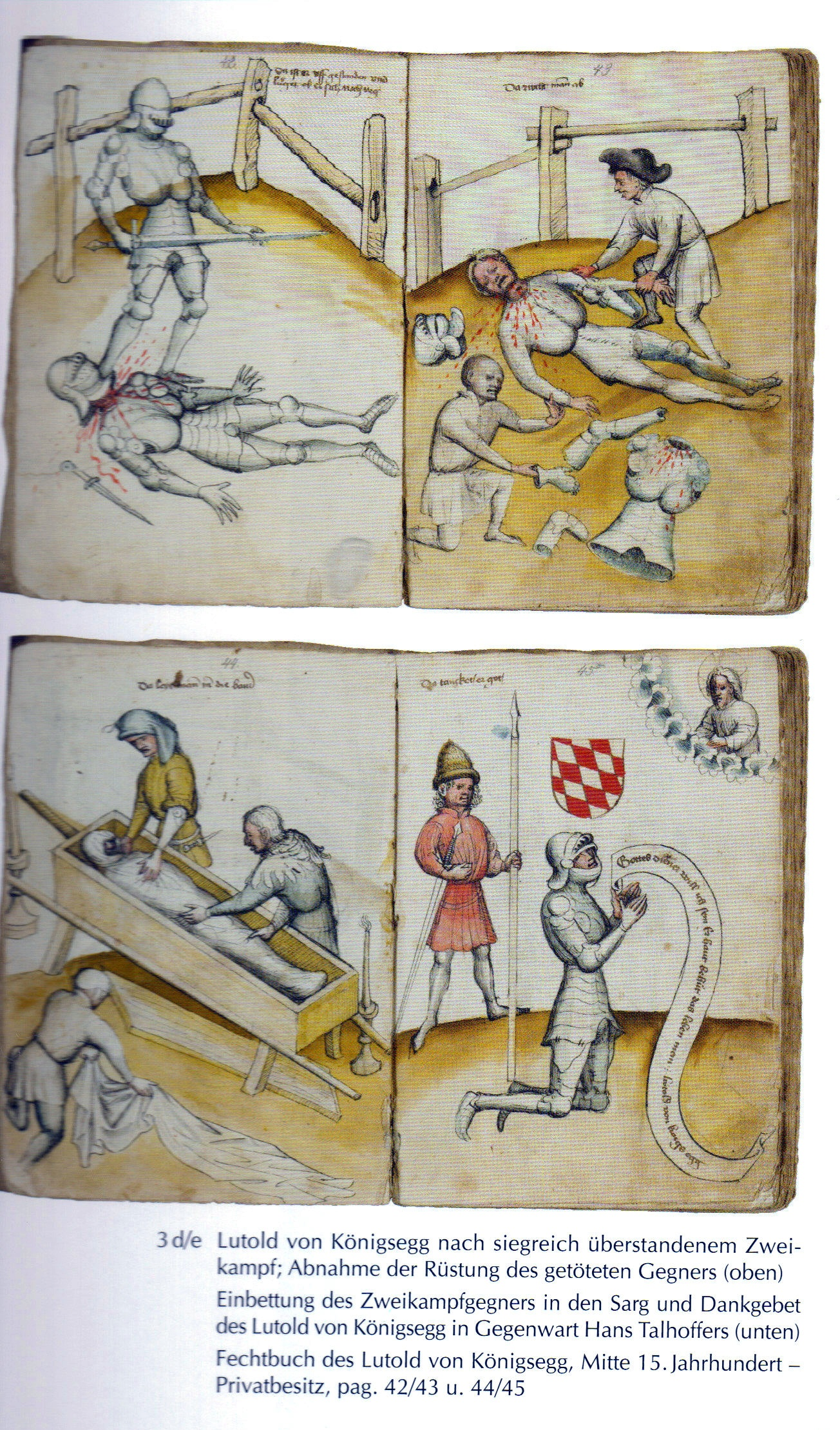
Königsegger Fechthandschrift Hs. XIX 17-3 von Hans Talhoffer

Dass Fechten mehr ist als sportive Unterhaltung oder die Kunst, einen Gegner zu besiegen, belegt Hans Talhoffer in dem Königsegger Kampfbuch.

## Werke
- Originale
  - Chart. A 558, Gotha, Universitäts- und Forschungsbibliothek Erfurt, zwischen 1443 und 1448 (das ist die erste Redaktionsstufe) Edition von 1889 bei Google-Books.
  - Hans Talhoffer Fechtbuch, 1459 (kolorierte Gesamtausgabe online bei archive.org).[2]
  - 78 A 15, Berlin, Kupferstichkabinett der Stiftung Preußischer Kulturbesitz, zwischen 1449 und 1451 für Gebrüder vom Stain zu Rechtenstein.
  - Hs. XIX 17-3, Königseggwald, Gräfliche Bibliothek, zwischen 1455 und 1459  für Lutold III. von Königsegg bzw. dessen Familie.
  - Thott 290 2°[1] København, Kongelige Bibliotek, 1459, Digitalisat.
  - Cod. Icon. 394a (olim Gotha, Memb. I 114), München, Bayerische Staatsbibliothek, 1467 für Graf Eberhard V. von Württemberg.

- Frühe Kopien
  - KK 5342 (bisher P 5342 B, olim Ambras 55), Wien, Kunsthistorisches Museum, Hofjagd- und Rüstkammer, zwischen 1480 und 1500, Kopie von Hs. XIX 17-3 (3 Zeichnungen fehlen); die Handschrift war ursprünglich zusammengebunden mit einem lat. Bellifortis (KK 5342 A).
  - Cod. I.6.2°.1, Augsburg, Universitätsbibliothek, zwischen 1555 und 1560, vor 1561, Kopie von Hs. XIX 17-3.
  - Cod. Ser. n. 2978, ehemals Wien, Österreichische Nationalbibliothek, jetzt Privatbesitz, 16. Jh., eventuell jedoch noch jünger, Kopie des Codex Icon. 394a.

- Späte Kopien
  - Cod. Guelf. 125.16, Wolfenbüttel, Herzog August Bibliothek, 17. Jh., unvollständige Kopie aus Chart. A 558. (fast ausschließlich die Genrebilder der Versoseiten in präziser Nachahmung), Kopien aus Cod. Icon. 394a und KK 5342.
  - Inv. Nr. Hz.014, Coburg, Kunstsammlungen der Veste Coburg, Kupferstichkabinett, 2. Hälfte 17. Jh., 21 kolorierte Federzeichnungen aus Chart. A 558 und Cod. Ser. n. 2978. In Sepia lavierte Federzeichnungen aus Cod. Icon. 394a.
  - Philos. 61, Göttingen, Niedersächsische Staats- und Universitätsbibliothek, Ende 17. Jh., Kopien aus Chart. A 558 und Cod. Icon. 394a, angefertigt im Auftrag des hannoverschen Staatsmanns Joachim Heinrich Bülow (1650–1724).
  - Cod. Icon. 394, München, Bayerische Staatsbibliothek – Um 1820 – Kopie aus Cod. Icon. 394a, angefertigt von dem Bibliothekar Julius Hamberger (Amtszeit 1775–1808) im Auftrag des ehemaligen Gothaer Bibliothekars und späteren Direktors der Münchener Hofbibliothek Adolf Heinrich Friedrich Schlichtegroll.
  - Cod. Icon. 395, München, Bayerische Staatsbibliothek – Um 1820 – Kopie von Chart. A 558, angefertigt von dem Bibliothekar Julius Hamberger (Amtszeit 1775–1808) im Auftrag des ehemaligen Gothaer Bibliothekars und späteren Direktors der Münchener Hofbibliothek Adolf Heinrich Friedrich Schlichtegroll.
  - Hs. XIX 17-3, Königsegger Codex: Johannes Graf zu Königsegg-Aulendorf und André Schulze (Hersg.): Der Königsegger Codex. Die Fechthandschrift des Hauses Königsegg, Band 1: Faksimile, Band 2: Kommentarband. Philipp von Zabern Verlag, Mainz 2010, ISBN 978-3-8053-3753-3.

## Sekundärliteratur
- Dierk Hagedorn: German Fechtbücher from the Middle Ages to the Renaissance. In: Daniel Jaquet et al. (Hg.): Late Medieval and Early Modern Fight Books. Transmission and Tradition of Martial Arts in Europe (14th-17th Centuries). Leiden 2016, S. 245–279.
- Gustav Hergsell (Hrsg.): Talhoffers Fechthandbuch aus dem Jahre 1467. J. G. Calve´sche Hof- und Universitätsbuchhandlung, Prag 1887 (Gothaer Handschrift), Archive.
- Hans-Peter Hils: Die Handschriften des oberdeutschen Fechtmeisters Hans Talhoffer. Ein Beitrag zur Fachprosaforschung des Mittelalters. In: Codices manuscripti: Zeitschrift für Handschriftenkunde. Band. 9, 1983, S. 97–121.
- Hans-Peter Hils: Meister Liechtenauers Kunst des langen Schwertes. Lang, Frankfurt/M. 1985, ISBN 3-8204-8129-X.
- Hans-Peter Hils: „Näheres ist hier nicht bekannt.“ Neue Erkenntnisse zu verschollenen und wiederentdeckten Handschriften. In: Würzburger medizinhistorische Mitteilungen. Band 3, 1985, S. 321–333, hier: S. 322–325.
- Uwe Israel: Die Fechtbücher Hans Talhofers und die Praxis des gerichtlichen Zweikampfs. In: Elisabeth Vavra, Matthias Johannes Bauer (Hrsg.): Die Kunst des Fechtens. Winter, Heidelberg 2017, ISBN 978-3-8253-6699-5, S. 93–132.
- Gundolf Keil: Talhofer, Hans, In: Verfasserlexikon. 2. Auflage, Band 9, 2010, Sp. 592–595.
- Talhoffers Fechtbuch. Gerichtliche und andere Zweikämpfe darstellend. VS-Books, Herne 1999, ISBN 3-932077-03-2.
- Patrick Leiske: Höfisches Spiel und tödlicher Ernst. Das Bloßfechten mit dem langen Schwert in den deutschsprachigen Fechtbüchern des späten Mittelalters und der frühen Neuzeit. Thorbecke, Ostfildern 2018, ISBN 978-3-7995-1257-2, S. 137–153 und passim.
- Rainer Leng: Ars belli: deutsche taktische und kriegstechnische Bilderhandschriften und Traktate im 15. und 16. Jahrhundert. Reichert, Wiesbaden 2000, ISBN 3-89500-261-5 (Habilitationsschrift).
- Rainer Leng: Katalog der deutschsprachigen illustrierten Handschriften des Mittelalters. Band 4/2, Lfg. 1/2, 38. Fecht- und Ringbücher. Bayerische Akademie der Wissenschaften 2009, C. H. Beck, München, ISBN 978-3-7696-0937-0.
- André Schulze (Hrsg.): Mittelalterliche Kampfesweisen. Band 1: Das Lange Schwert. Philipp von Zabern, Mainz 2006, ISBN 3-8053-3652-7.
- André Schulze (Hrsg.): Mittelalterliche Kampfesweisen. Band 2: Kriegshammer, Schild und Kolben. Philipp von Zabern, Mainz 2007, ISBN 978-3-8053-3736-6.
- André Schulze (Hrsg.): Mittelalterliche Kampfesweisen. Band 3: Scheibendolch und Stechschild. Philipp von Zabern, Mainz am Rhein 2007, ISBN 978-3-8053-3750-2.
- André Schulze (Hrsg.): Der Königsegger Codex. Philipp von Zabern, Mainz am Rhein 2010, ISBN 978-3-8053-3753-3.
- Rainer Welle: "… und wisse das alle höbischeit kompt von deme ringen". Pfaffenweiler : Centaurus-Verl.-Ges., 1993, ISBN 3-89085-755-8.